# Blanche (Métro Paris)

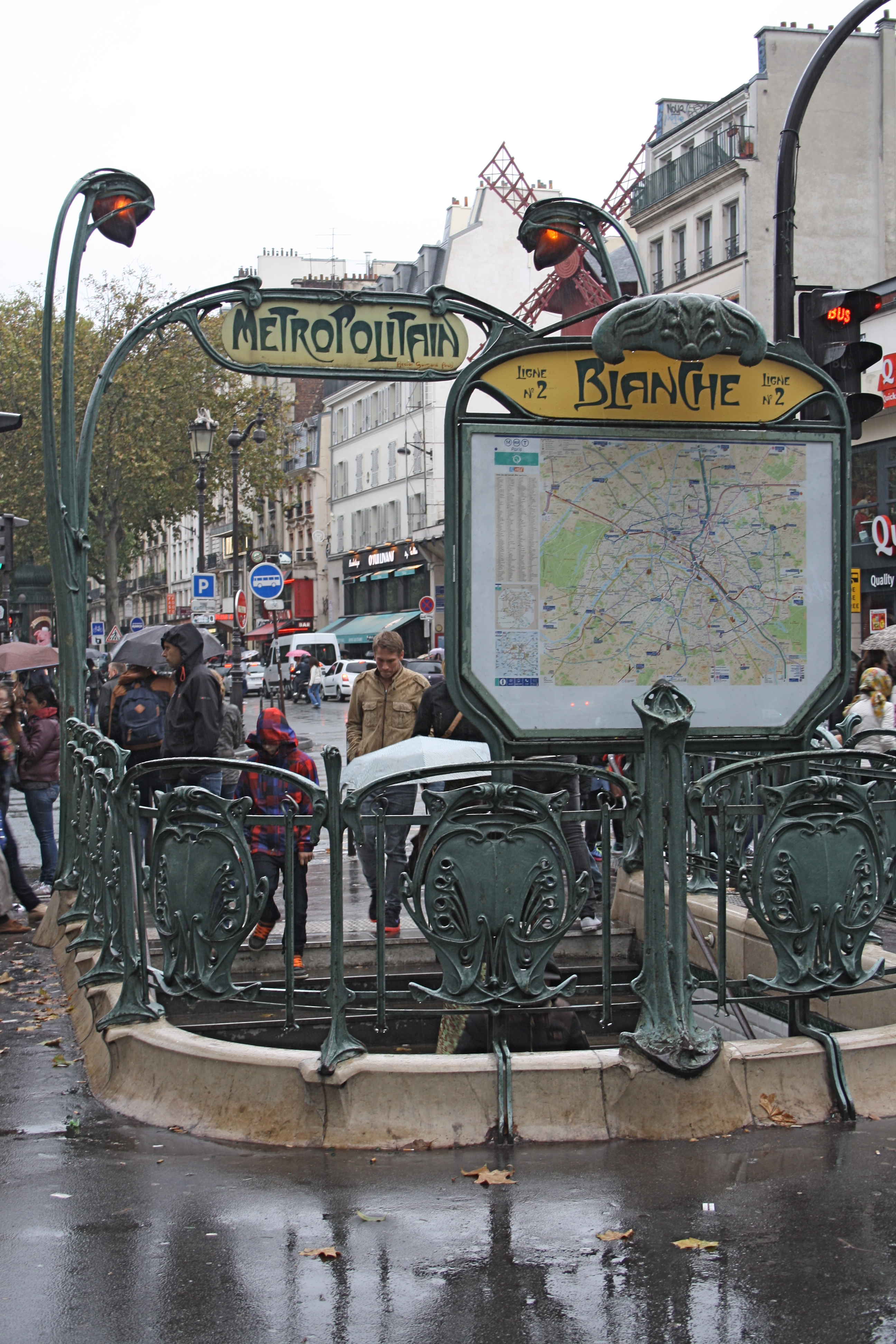
Von Hector Guimard gestalteter einziger Zugang

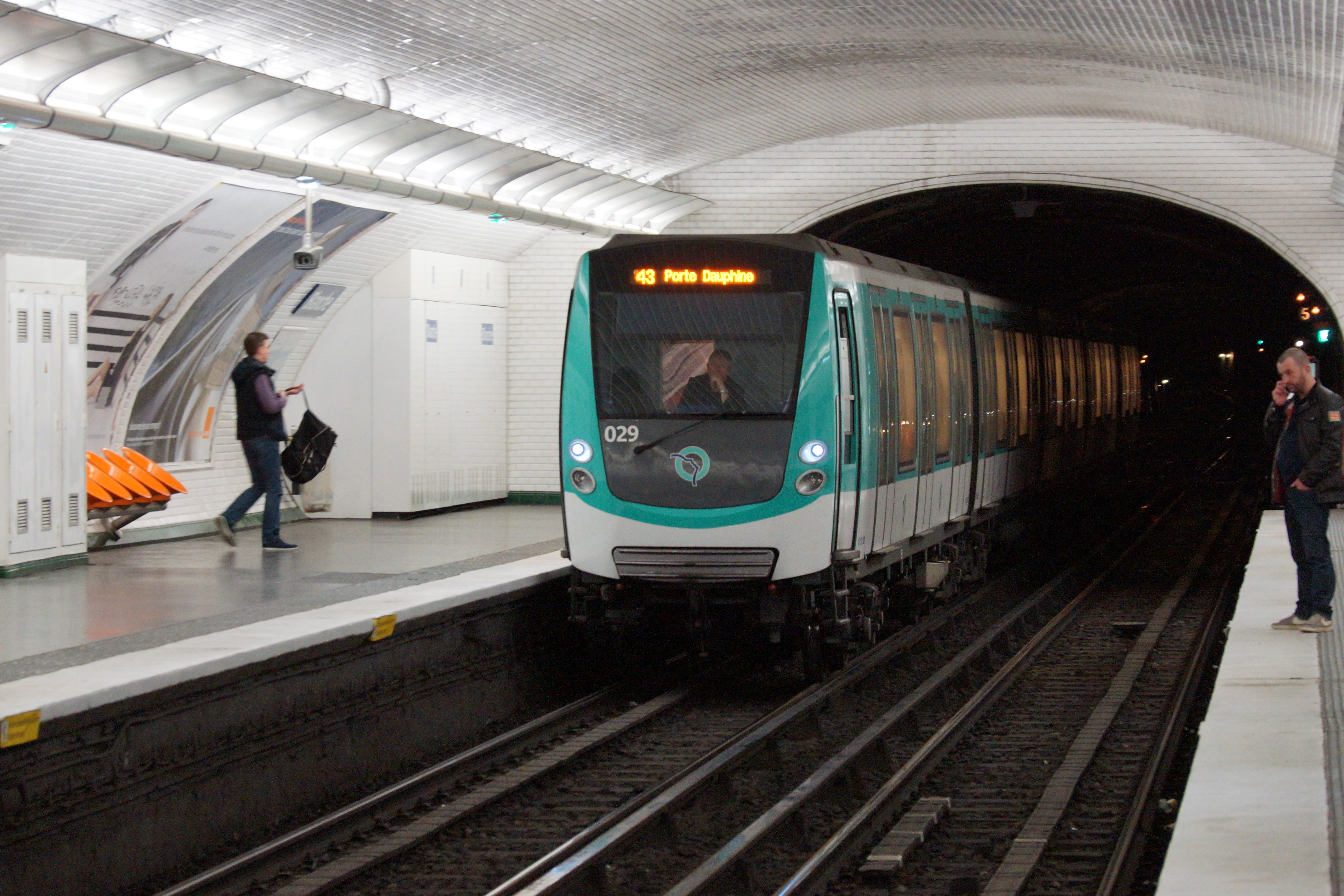
Einfahrender Zug der Baureihe MF 01

Der U-Bahnhof Blanche [blɑ̃ʃ] ist eine unterirdische Station der Linie 2 der Pariser Métro.

## Lage
Die Station befindet sich am Hang des Montmartre an der Grenze des Quartier Saint-Georges im 9. Arrondissement zum Quartier des Grandes-Carrières des 18. Arrondissements von Paris. Sie liegt längs unter dem Boulevard de Clichy östlich der Place Blanche.

## Name
Die namengebende Place Blanche (Weißer Platz) erhielt ihren Namen wegen der Fuhrwerke und Karren, die dort im 17. Jahrhundert verkehrten. Sie transportierten Gips aus den Steinbrüchen am Montmartre über den Platz und durch die südlich anschließende Rue Blanche in die Stadt Paris. Daher waren die Straße und die Fassaden der Häuser von weißem Gipsstaub bedeckt.

## Geschichte
Die Station wurde am 21. Oktober 1902 in Betrieb genommen, nachdem zwei Wochen vorher der Abschnitt der Linie 2 Nord von Étoile (seit 1970: Charles de Gaulle – Étoile) nach Anvers eröffnet wurde. Zwischen dem 7. und dem 21. Oktober 1902 wurde sie von den Zügen ohne Halt durchfahren. Der Zusatz „Nord“ entfiel am 14. Oktober 1907, die Linie trägt seitdem nur noch die Nummer 2.

## Beschreibung
Die unter einem elliptischen Gewölbe liegende Station befindet sich in geringer Tiefe unter dem Straßenniveau. Sie ist 75 m lang und weist zwei Seitenbahnsteige an zwei Streckengleisen auf. Die Decke und die Wände sind weiß gefliest, die Seitenwände folgen der Krümmung der Ellipse.
Der einzige Zugang liegt an der Ostseite der Place Blanche im Mittelstreifen des Boulevard de Clichy. Er ist weitgehend im Original erhalten und steht unter Denkmalschutz. Hector Guimard gestaltete ihn seinerzeit im Stil des Art nouveau.

## Fahrzeuge
Zunächst hatten auf der Linie 2 Nord Züge verkehrt, die aus zweiachsigen Fahrzeugen gebildet wurden. Von 1914 bis 1981 wurde die Linie 2 von Zügen der Bauart Sprague-Thomson befahren. Da sie mittelfristig nicht auf gummibereifte Fahrzeuge umgestellt werden sollte, kam ab 1979 die Baureihe MF 67 auf die Strecke, die ihre Vorgänger innerhalb von zwei Jahren vollständig ablöste. Seit 2008 kommen Serienfahrzeuge der Baureihe MF 01, mittlerweile ausschließlich, in der Station der Linie 2 zum Einsatz.

## Umgebung

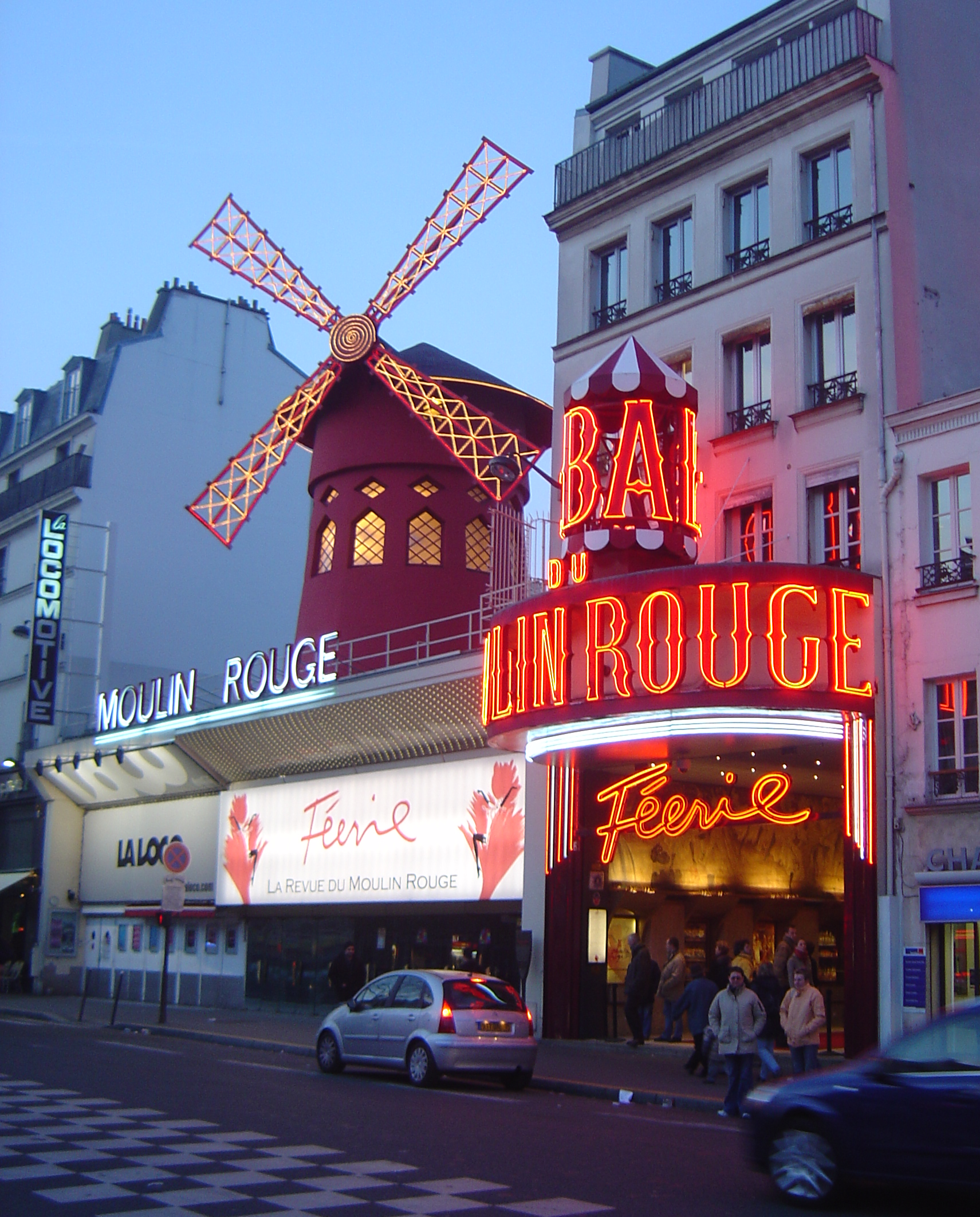
Moulin Rouge

In unmittelbarer Nähe befindet sich das weltberühmte Varieté Moulin Rouge. Der Pariser Nordfriedhof – im Pariser Volksmund Cimetière de Montmartre genannt – mit vielen Gräbern bekannter Persönlichkeiten liegt in fußläufiger Entfernung.